# Гидроспелеология

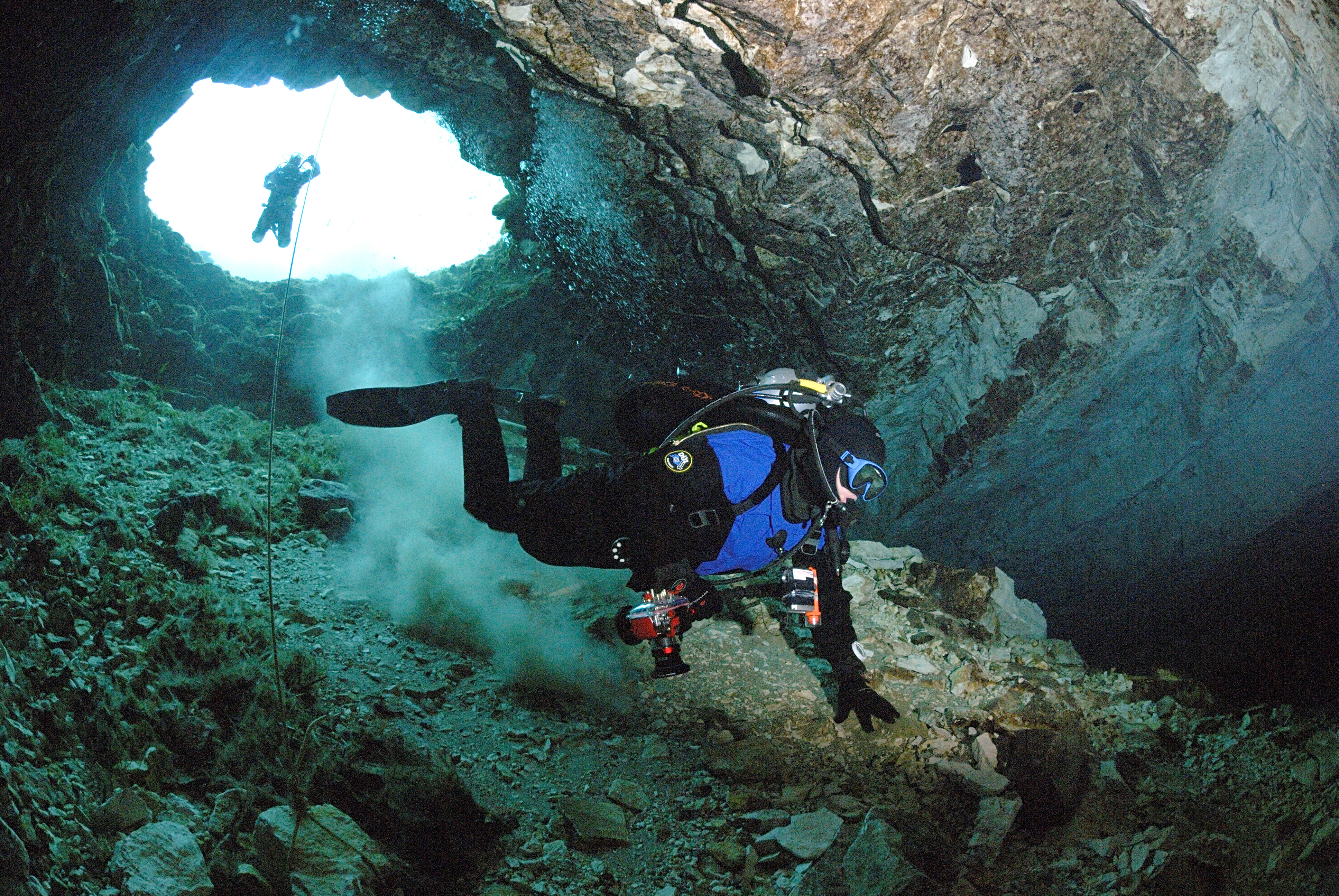
Погружение в пещеру на озере Вадское

Гидроспелеология (пещерный дайвинг, кейв-дайвинг; англ. cave —
пещера)  — вид технических погружений, совершаемый в пещерах, где существует так называемая надголовная среда.
Является весьма опасным видом погружения и предъявляет крайне серьёзные требования к навыкам пловца, надёжности оборудования и конфигурации снаряжения. Характеризуется невозможностью немедленного всплытия на поверхность, нахождением пловца в абсолютной темноте, изменением видимости от прозрачной воды до абсолютного замутнения в короткие промежутки времени, наличием узостей, низкой температурой воды.

## Известные кейв-дайверы
- Шек Эксли
- Нуно Гомес
- Паскаль Бернабе

## Кейв-дайвинг в художественных фильмах
- «Санктум»
- «Пещера»
- «Бездна»